# Tzajalchén, San Juan Cancuc
Tzajalchén är en ort i Mexiko.   Den ligger i kommunen San Juan Cancuc och delstaten Chiapas, i den sydöstra delen av landet, 800 km öster om huvudstaden Mexico City. Tzajalchén ligger 978 meter över havet och antalet invånare är 322.
Terrängen runt Tzajalchén är kuperad österut, men västerut är den bergig. Runt Tzajalchén är det ganska tätbefolkat, med 75 invånare per kvadratkilometer. Närmaste större samhälle är Pantelhó, 13,6 km nordväst om Tzajalchén. I omgivningarna runt Tzajalchén växer i huvudsak städsegrön lövskog.